# La Terre abandonnée
Pour plus de détails, voir Fiche technique et Distribution.
La Terre abandonnée (සුළඟ එනු පිණිස, Sulanga Enu Pinisa) est un film franco-sri lankais réalisé par Vimukthi Jayasundara, sorti en 2005.

## Synopsis
Ni guerre ni paix, juste le souffle du vent
Dieu est absent mais le soleil se lève encore
Sur une maison isolée entre deux arbres, en terre abandonnée
Une main sort de l'eau et mendie de l'aide
Une femme venue d'une légende cherche l'amour
Un soldat tue un inconnu, la culpabilité le tenaille

## Fiche technique
- Titre : La Terre abandonnée
- Titre original : සුළඟ එනු පිණිස (Sulanga enu Pinisa)
- Titre international : The Forsaken Land
- Réalisation : Vimukthi Jayasundara
- Scénario : Vimukthi Jayasundara
- Production : Philippe Avril (Unlimited, producteur délégué), Francisco Villa-Lobos (Les Films de l'Étranger), Pascal Diot (Onoma International), Michel Reilhac (Arte France Cinéma), Chandana Aluthge (Film Council Productions, producteur associé)
- Musique : Nadeeka Guruge
- Photographie : Channa Deshapriya
- Montage : Gisèle Rapp-Meichler
- Son : Alberto Crespo-Ocampo, Franck Desmoulins, Nicolas Naegelen
- Pays d'origine :  France,  Sri Lanka
- Format : couleur - 1,85:1 - Dolby - 35 mm
- Genre : drame
- Durée : 107 minutes
- Dates de sortie : 14 mai 2005 (festival de Cannes), 25 janvier 2006 (France)

## Distribution
- Mahendra Perera : Anura
- Kaushalaya Fernando : Somá
- Nilupili Jayawardena : Latá
- Hemasiri Liyanage : Piyasirí
- Saumya Liyanage : Palitá
- Pumudika Sapurni Peiris : Batti

## Distinctions
- Caméra d'or du meilleur premier film, Festival de Cannes 2005.
- Prix du meilleur film Festival mondial du film de Bangkok 2005.